# Фалькуччи, Франка
Франка Фалькуччи (итал. Franca Falcucci; 22 марта 1926, Рим, Италия — 4 сентября 2014) — итальянский государственный деятель, министр образования Италии (1982—1987).

## Биография
Получила высшее образование в области философии и истории и работала преподавательницей этих дисциплин в гимназии.
С 1968 по 1992 гг. являлась сенатором от Христианско-демократической партии, представляла регион Лацио.
- 1968—1971 и 1972—1975 гг. — член постоянной комиссии по правовым вопросам и организации судопроизводства, одновременно член комиссии по образованию и культуре (1968—1972 и 1979—1989),
- 1972—1979 гг. — заместитель председателя комитета по образованию и культуре,
- 1976—1982 гг. — государственный секретарь министерства образования Италии,
- 1982—1987 гг. — министр образования Италии,
- 1987—1992 гг. — член сенатского комитета по иностранным делам и иммиграции.